# Zingiber leptorrhizum
Zingiber leptorrhizum là một loài thực vật có hoa trong họ Gừng. Loài này được Fang Ding (方鼎, Phương Đỉnh) miêu tả khoa học đầu tiên năm 1982.
Tên gọi trong tiếng Trung là 细根姜 (tế căn khương), nghĩa là gừng rễ nhỏ.

## Mẫu định danh
Mẫu định danh: Liu D.Y. 65724; thu thập ngày 13 tháng 8 năm 1978, tọa độ khoảng 23°38′31″B 108°15′21″Đ / 23,64194°B 108,25583°Đ, trấn Vọng Cao (望高, Wanggao), huyện Chung Sơn (nay thuộc quận Bình Quế), địa cấp thị Hạ Châu, khu tự trị Quảng Tây, Trung Quốc. Mẫu holotype  lưu giữ tại Viện Nghiên cứu Trung y dược Quảng Tây (广西中医药研究院) ở địa chỉ số 20-1 đường Đông Cát (东葛路), quận Thanh Tú, Nam Ninh (GXMI).

## Từ nguyên
Tính từ định danh leptorrhizum bắt nguồn từ lepto- từ tiếng Hy Lạp λεπτός (leptós) nghĩa là mỏng, hẹp, nhỏ, thanh mảnh và tiếng Hy Lạp cổ ῥίζα (rhíza) nghĩa là rễ; ở đây để nói tới thân rễ nhỏ và thanh mảnh của loài này.

## Phân bố
Loài này được tìm thấy ở Hạ Châu, phía đông khu tự trị Quảng Tây, Trung Quốc. Cũng ghi nhận tại tây bắc tỉnh Quảng Đông và cực nam tỉnh Hồ Nam. Môi trường sống là nền rừng.

## Mô tả
Thân rễ thuôn dài và bò lan, đường kính 1,5-3(-6) mm, thanh mảnh. Thân giả 30-150 cm. Bẹ lá màu xanh lục nhạt. Lưỡi bẹ chẻ đôi sâu tới 2 thùy, 3-13 mm, có lông nhung; cuống lá rất ngắn; phiến lá hình mác, 20-30 × 4,7-6 cm, mặt gần trục nhẵn nhụi, mặt xa trục thưa lông nhung áp ép, đáy hình nêm, đỉnh nhọn thon. Cụm hoa mọc từ thân rễ, hình trứng hẹp, 4,5-7 × 1,5-2 cm, có 7-12 hoa; cuống cụm hoa 5-14 cm, được bẹ giống vảy hình mác, dài 3-5 cm bao bọc; lá bắc màu tía sẫm, hình mác, 4-4,5 × 1-1,2 cm, mặt xa trục có lông nhung; lá bắc con hình mác, 3,2-3,5 × ~1,2 cm, đỉnh 2 thùy. Hoa màu trắng, mặt xa trục có lông nhung. Đài hoa dài ~2,5 cm, đỉnh gần cắt cụt. Ống tràng dài 3-3,7 cm; các thùy hình mác, giống như nắp, 2,6-3 × ~0,7 cm. Cánh môi màu trắng, sọc khó thấy với màu vàng, dài ~3 cm; thùy trung tâm hình trứng rộng, dài ~2 cm, đỉnh có khía răng cưa hoặc thuôn tròn; các thùy bên hình tam giác, 4-8 mm, đỉnh nhọn. Chỉ nhị rất ngắn; bao phấn dài ~1,5 cm; phần phụ kết nối dài ~1,5 cm. Bầu nhụy rậm lông nhung. Quả nang màu đỏ. Ra hoa tháng 8-9, tạo quả tháng 10-11.